# Cordillera Central (Dominicaanse Republiek)
De Cordillera Central is een bergketen in het westen van de Dominicaanse Republiek. Het is de belangrijkste keten van het eiland Hispaniola. Het is het hoogste deel van een uitgebreidere bergrug die soms de Boog van de Antillen wordt genoemd. Deze loopt voor een deel onder water en omvat de eilanden Puerto Rico, Hispaniola en Cuba.
De Cordillera Central is 550 km lang, 80 km breed, begint in het Massif du Nord in Haïti, loopt naar het oosten de Dominicaanse Republiek in en buigt bij de Valle de Constanza naar het zuiden. Dit zuidwaartse deel wordt ook de Sierra de Ocoa genoemd. De Cordillera Central eindigt in de Caraïbische Zee. Een oostelijk deel loopt via de Sierra de Yamasá naar de Cordillera Oriental. De meeste groepen bergen van Hispaniola kunnen als zijketens van de Cordillera Central worden beschouwd.
Veel toppen zijn hoger dan 2000 meter. De Pico Duarte (3087 m) is de hoogste berg van de Caraïben. Andere hoge bergen zijn La Pelona, Alto de Bandera, Nalga de Maco en La Rucilla. Belangrijke bergdalen zijn die van Constanza, Jarabacoa en Tireo.
Klimatologisch en biologisch wordt de Cordillera Central ook als een knooppunt gezien binnen de Grote Antillen, omdat veel gebieden qua fauna en klimaat door deze keten worden begrensd. Een groot deel van het gebergte is ontbost. In het centrale deel en op de hogere hellingen liggen op kalkgrond grote bossen met dennen, Pinus occidentalis. In het noordwesten bestaan kleine stukken nevelwoud en kalksteenwoud. De temperatuur in de hogere delen kan in januari en februari dalen tot -4 °C.
Er beginnen in de Cordillera Central verschillende rivieren, in de Dominicaanse rivieren de Yaque del Norte, Yaque del Sur, Yuna, Camú en Bao en in Haïti de Artibonite.